# Liga Nacional de Voleibol Feminino
Liga Nacional de Voleibol Feminino era a segunda divisão da Superliga Brasileira, sendo disputada até 2013 e extinta após a criação da Série B da Superliga em 2014. O torneio era organizado anualmente pela Confederação Brasileira de Voleibol (CBV) e dava ao seu campeão acesso à elite nacional, ou seja, uma vaga na Superliga Brasileira A. A primeira edição da competição realizou-se em 2002, cuja fase final ocorreu em Brasília. Na temporada de 2014, a Liga Nacional não foi realizada.

## Última edição
Equipes que disputam a fase final da temporada 2013:
| Equipe                   | Cidade               | Última participação | Temporada 2012/2013 |
| ------------------------ | -------------------- | ------------------- | ------------------- |
| CRB/AL                   | Maceió               | estreante           | -                   |
| Ferroviário              | Porto Velho          | estreante           | -                   |
| AABB/UNIRON              | Porto Velho          | estreante           | -                   |
| Unifor                   | Fortaleza            | 2012/2013           | 4º                  |
| CTGM/Maranhão Vôlei      | São Luís             | estreante           | -                   |
| Faculdade Pitágoras      | São Luís             | estreante           | -                   |
| AABB/DF                  | Brasília             | estreante           | -                   |
| UPIS                     | Brasília             | estreante           | -                   |
| CEPE/São José dos Campos | São José dos Campos  | estreante           | -                   |
| Bradesco                 | Osasco               | 2012/2013           | 3º                  |
| Aceul/Leme               | Leme                 | estreante           | -                   |
| Uniara/AFAV              | Araraquara           | 2011/2012           | 2º                  |
| São José dos Pinhais     | São José dos Pinhais | estreante           | -                   |
| Blumenau Voleibol Clube  | Blumenau             | 2008/2009           | 3º                  |
| APROV/Chapecó            | Chapecó              | estreante           | -                   |
| SRH/ Nova Trento         | Nova Trento          | estreante           | -                   |
| Cascavel/Ortho/Caio      | Cascavel             | estreante           | -                   |